# Liste der Kulturgüter im Kanton Uri
Die Liste der Kulturgüter im Kanton Uri bietet eine Übersicht zu Verzeichnissen von Objekten unter Kulturgüterschutz in den 19 Gemeinden des Kantons Uri. Die Verzeichnisse enthalten Kulturgüter von nationaler, regionaler und lokaler Bedeutung.

## Kulturgüterlisten der Gemeinden
- Altdorf
- Andermatt
- Attinghausen
- Bürglen
- Erstfeld
- Flüelen
- Göschenen
- Gurtnellen
- Hospental
- Isenthal
- Realp
- Schattdorf
- Seedorf
- Seelisberg
- Silenen
- Sisikon
- Spiringen
- Unterschächen
- Wassen